# Pfarrkirche Flachau

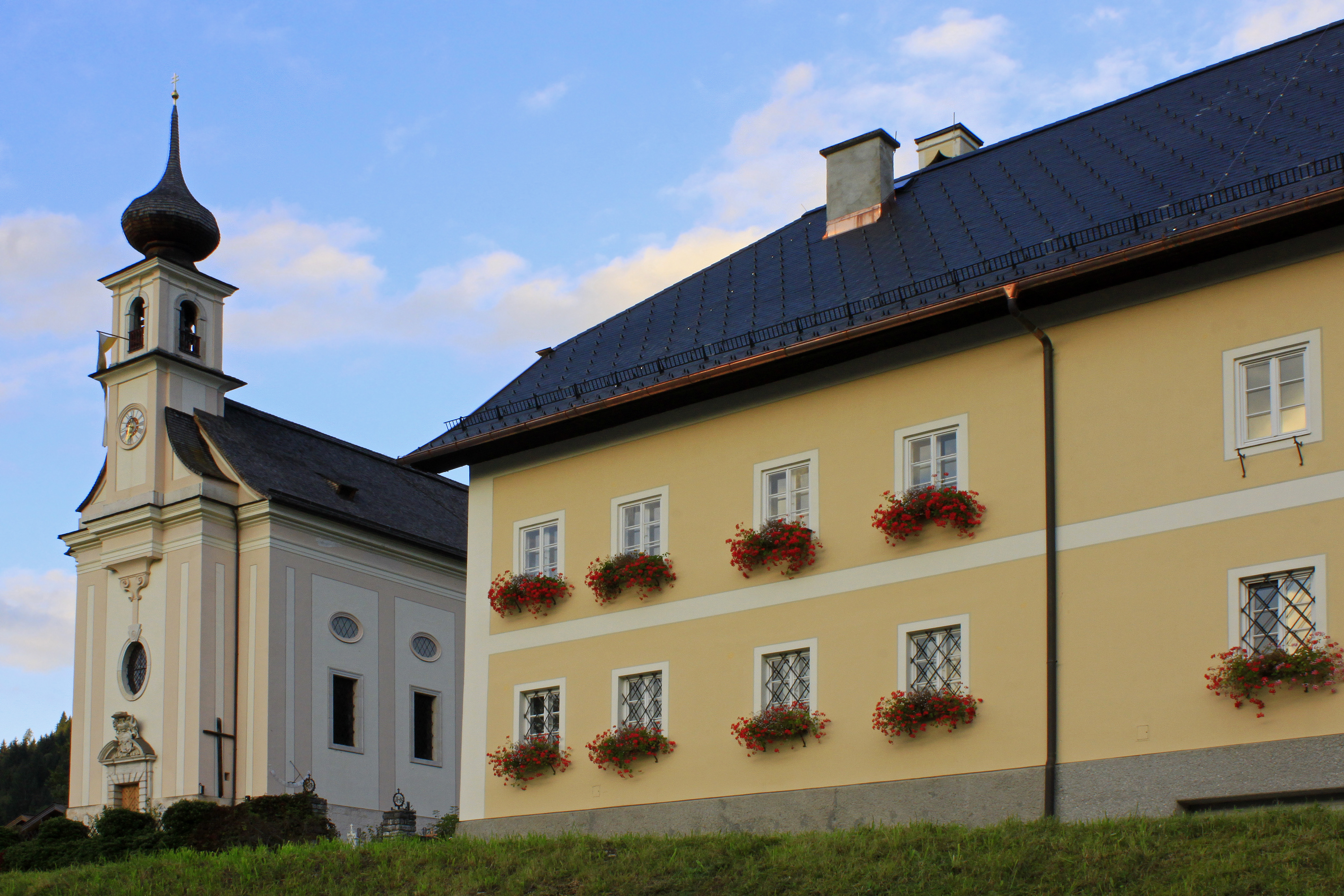
Katholische Pfarrkirche Unbefleckte Empfängnis Mariä in Flachau

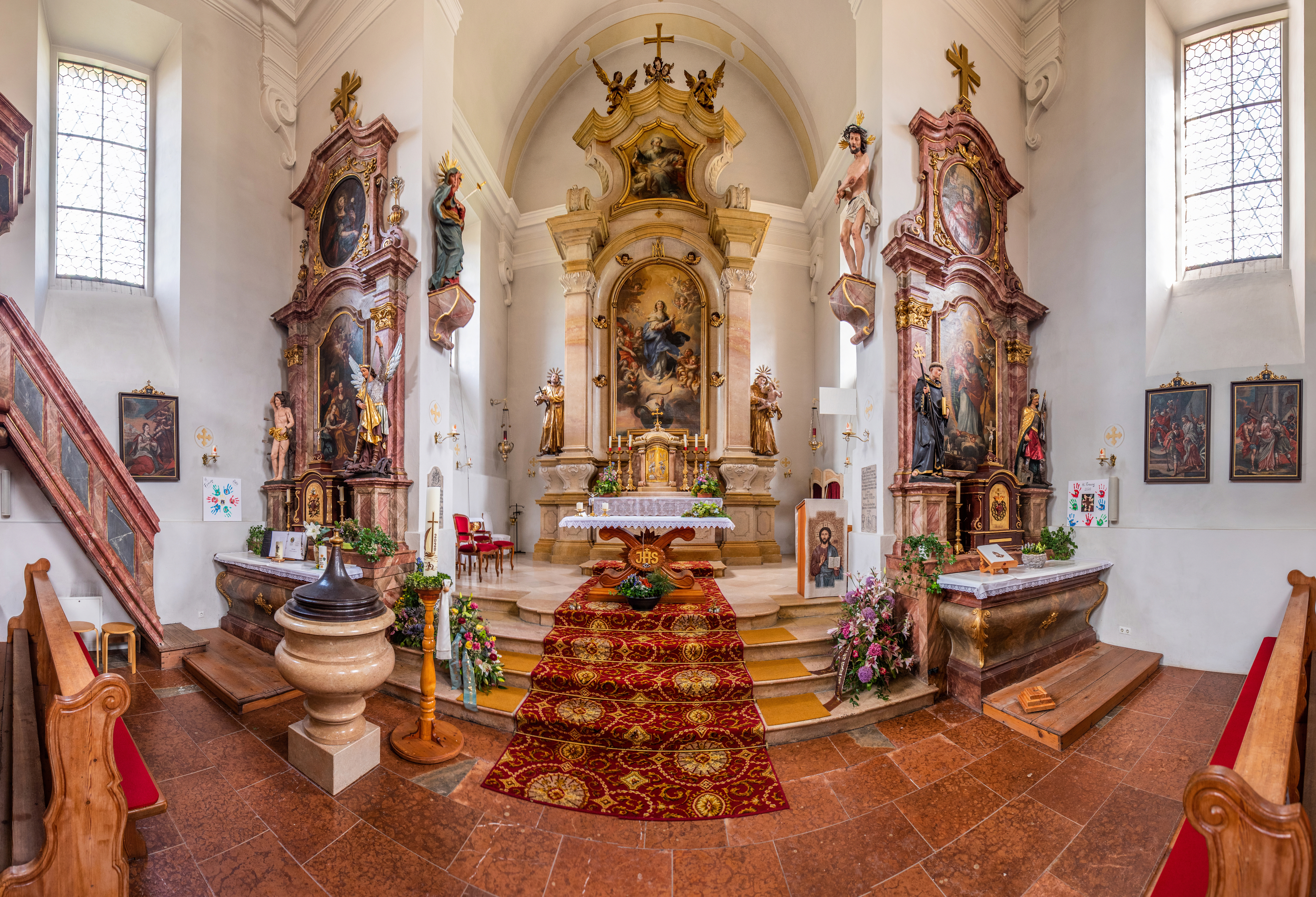
Innenraum der Kirche

Die Pfarrkirche Flachau steht erhöht am östlichen Talhang in der Gemeinde Flachau im Bezirk St. Johann im Pongau im Land Salzburg. Die dem Patrozinium Unbefleckte Empfängnis Mariä unterstellte römisch-katholische Pfarrkirche gehört zum Dekanat Altenmarkt in der Erzdiözese Salzburg. Die Kirche steht unter Denkmalschutz (Listeneintrag).

## Geschichte
Die Kirche wurde von 1719 bis 1721 mit dem Hofbaumeister Sebastian Stumpfegger erbaut und als Vikariatskirche 1722 geweiht. 1858 erfolgte die Erhebung zur Pfarrkirche. Renovierungen erfolgten 1879, 1913 und 1960/1961.

## Architektur
Die einschiffige Barockkirche ist von einem Friedhof umgeben. Der schmale und hohe Barockbau hat eine Sockelzone und ein umlaufendes profiliertes Gesims. Das Langhaus und der eingezogene Chor zeigen sich mit einer gemalten Pilastergliederung, mit marmorgerahmten Fenstern und blinden Ochsenaugen. Die Giebelturmfassade im Westen zeigt einen breiten leicht vorspringenden Risalit. Das barocke Marmorportal hat eine Rustikarahmung und zeigt im gesprengten Giebel das Wappen vom Fürsterzbischof Franz Anton von Harrach und die Inschrift mit Chronogramm 1720 und darüber ein Ovalfenster mit Keilstein und der Inschrift 1721. Der am Risalit aufsitzende zweigeschoßige Giebelturm hat Rundbogenschallfenster und trägt einen Zwiebelhelmaufsatz. Die zweigeschoßige rechteckige barocke Sakristei ist in gleicher Breite am Chorhaupt angebaut.
An das dreijochige Langhaus mit einem anschließenden erhöhten einjochigen Chorraum hat ein umlaufendes abgestuftes Gesims und Tonnengewölbe mit ornamentaler Malerei. Der Triumphbogen ist eingezogen. Die Westempore ist über zwei beidseitige Wendeltreppenaufgänge im Mauerwerk der Westfront erschlossen.

## Ausstattung
Der barocke Hochaltar aus Marmor entstand 1722. Das Altarblatt Immaculata malte Johann Michael Rottmayr de Rosenbrunn (1722).
Die Orgel baute Matthäus Mauracher der Ältere 1868. Glocken goss 1730 Andreas Zachenhueber und 1819 Franz Xaver Gugg.